# Yuandynastin

Mongolväldets utbredning

Yuandynastin (kinesiska: 元朝, Yuáncháo), officiellt Stora Yuan (kinesiska: 大元, Dà Yuán), var den regerande kejserliga dynastin i Kina åren 1271 till 1368 då mongolernas storkhaner fungerade som Kinas kejsare. Grunderna till riket lades allteftersom stora delar av Kina föll till mongolerna, som slutligen kunde säkra sina anspråk i och med Kublai khans erövring av resterna av Songdynastin. Yuandynastin utgjorde ursprungligen den östra delen av det enade Mongolväldet.

## Historia

### De mongoliska erövringarna av Kina
Mongolerna påbörjade under Djingis khan sin erövring av Kina och resten av den för dem kända världen i början av 1200-talet. Djingis barnbarn och efterträdare Khubilai khan upprättade sin huvudstad Khanbaliq (dagens Peking), och utropade sig år 1271 till förste kejsare av Yüandynastin.
Khubilai khan skilde sig från tidigare mongoliska härskare genom att vara mycket mer inriktad på jordbruk. Hans idé byggde på att genom snabba och effektiva militära kampanjer överraska sina motståndare, krossa allt militärt och politiskt motstånd, därefter främja jordbruk, infrastruktur och internationell handel. 
År 1279 erövrade Khubilai khan Södra Songdynastin. De därefter kommande 18 åren blev Yuandynastins mest lysande. Men redan två år sedan Södra Songdynastin besegrats gör en grupp rebeller uppror. Enligt officiella rapporter från år 1283 utbröt det runt 200 uppror i i stort sett alla delar av imperiet.
Då Khubilai khan dog år 1294 efterträds han året därpå av sitt barnbarn Temür Khan, som regerade under perioden 1294–1307. 

### Nedgång och fall
Temür Khans död leder till en maktkamp där Kina har ett flertal kejsare under 25 år. När Uqaγatu khan kommer till makten år 1333 är dynastins dagar redan räknade. Dynastin led då av interna motsättningar så som bondeuppror i söder och de röda turbanernas uppror i norr.
Det slutgiltiga dråpslaget mot Yüandynastin kom från Zhu Yuanzhang som drev bort Uqaγatu khan från Peking och utnämnde sig själv till kejsare år 1368. Han grundade en ny dynasti dominerad av hankineser, Mingdynastin, som kom att härska över landet fram till år 1644.

## Politik

### Handelsförbindelser
Mongolväldet i Kina släppte lös en omfattande världshandel. Det började med diplomatiska förbindelser; i västvärlden sökte man nämligen hjälp mot saracenerna hos mongolkejsarna, som ansågs välvilligt inställda till kristendomen. Men beskickningarna från påven och Ludvig den Helige följdes snart av europeiska köpmän. Italienarna behärskade handeln både land- och sjövägen och från sina faktorier vid Svarta havet skickade de sina karavaner till Kina. Venetianerna hade sina kontor i Hangzhou, och i Quanzhou hade de genuesiska firmorna slagit sig ned. Men båda dessa handelsplatser och Guangzhou besöktes även i stor utsträckning av arabiska köpmän, som härifrån bland annat exporterade satin och även hade en stor andel i den första exporten av celadon till Moçambique och Marocko. Härifrån utgick även den kinesiska sjöhandeln, som nu liksom på 500-talet åter nådde ända till Röda havet.

## Demografi
Under de knappa hundra år som Kina tillhörde det mongoliska väldet, minskade enligt historiska beräkning landets befolkning från ca 120 miljoner vid 1270-talets början till ca 60 miljoner vid 1360-talets slut. Givet att landets befolkning vid en situation av långvarig fred istället hade kunnat förväntas öka i storlek, har historiker beräknat att så pass många som två tredjedelar av Kinas befolkning förmodligen omkom, antingen som en direkt konsekvens av mongolernas hårdföra militaristiska styre, eller genom svält och umbäranden orsakade indirekt genom det.

### Religion
Det fanns en stor tolerans mot olika religioner så som taoism, lamaism, kristendom och islam. De förbjudna religionerna var maitreya och Vita Lotus-sekten (kinesiska: 白莲教 báiliánjiào), på grund av deras uttalade aversion mot Yuandynastin. Kända vetenskapsmän verksamma under Yuandynastin var astronomen Guo Shoujing (1231–1316) och historikern Ma Duanlin (1254 till omkring 1300).

## Kultur
Det skedde ett frikostigt utbyte mellan öst och väst. Kinesiska ingenjörer, astronomer och läkare (berömda för sin pulsdiagnos) fick anställning i Persien och Mesopotamien, och kinesiska arbetare, särskilt fyrverkare, var eftersökta vida omkring. Från väst till Kina kom lombardiska läkare och persiska köpmän, och tyskar, fransmän, polackar, böhmare, ungrare och italienare införde europeiska hantverk. Kubilai gynnade särskilt den västerländska konstskickligheten. Till exempel var den parisiske guldsmeden Guillaume Boucher hans hovjuvelerare, en tysk hade i uppdrag att bygga hans belägringsmaskiner, och perser och araber förestod det nyinrättade observatoriet.

## Folkrepubliken Kinas syn på Yuandynastin
I det kinesiska högstadiets läroplan tonas mongolernas invasion av Kina ner, och perioden beskrivs mer som ett förenande mellan Mongoliet och Kina, än som en erövring.